# Lindenhayn

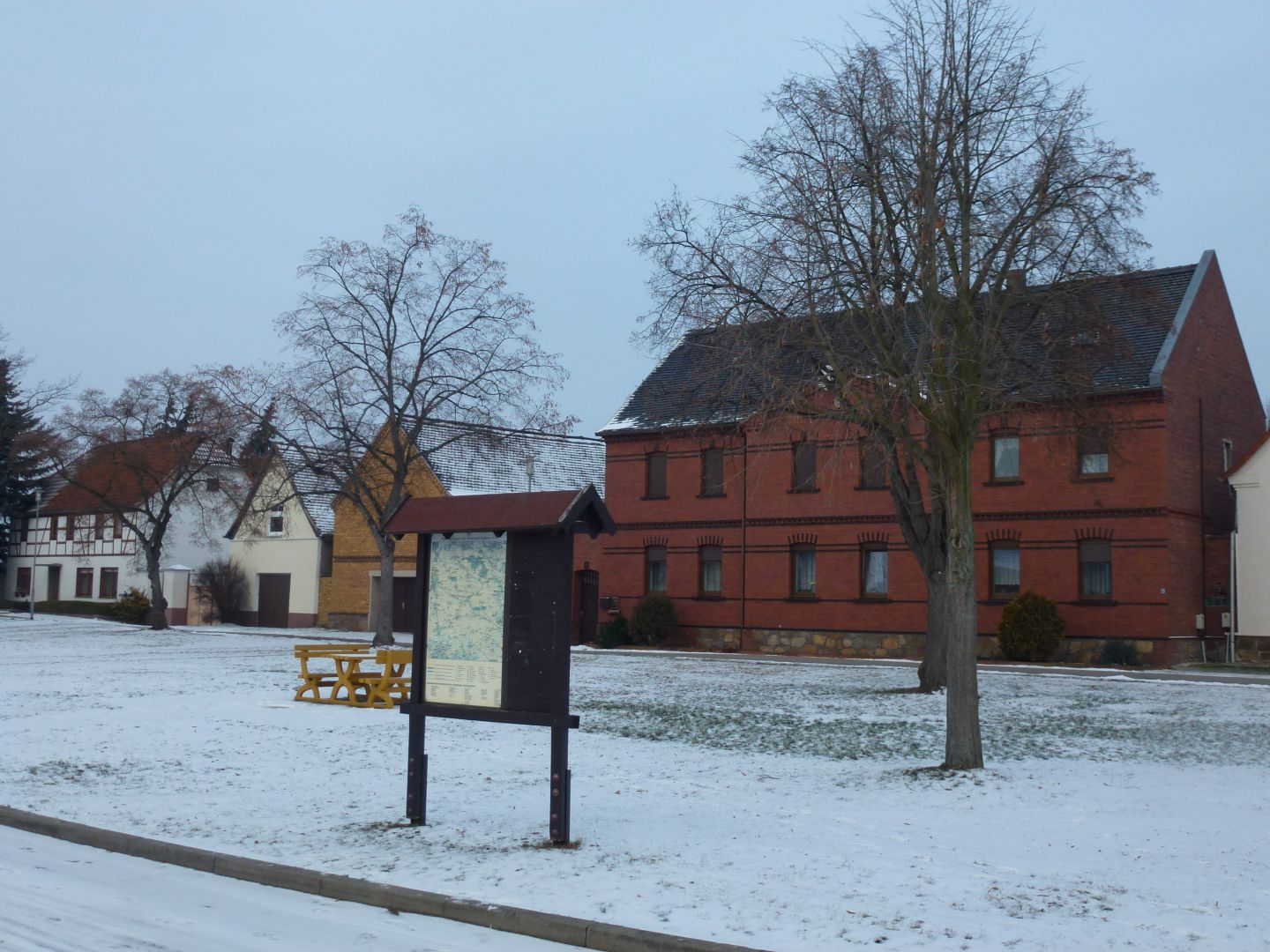
Dorfplatz

Lindenhayn ist ein Ortsteil der Gemeinde Schönwölkau im Landkreis Nordsachsen in Sachsen. Er besteht aus den Orten Gollmenz und Lindenhayn.

## Geografie
Lindenhayn liegt im Dreieck der Städte Eilenburg, Delitzsch und Bad Düben an der Bundesstraße 2. Zudem gibt es nicht klassifizierte Ortsverbindungen nach Wölkau, Göritz und Brinnis. Zum Ortsteil Lindenhayn gehört der Ort Gollmenz, südwestlich von Lindenhayn. Der Ortsteil liegt an der Leine.

## Geschichte
Lindenhayn ist von der Siedlungsform her ein Straßenangerdorf. Der Ort wurde 1348 als Lindenhoin erstmals urkundlich erwähnt. Der Ort gehörte bis 1815 als Exklave im Amt Delitzsch zum kursächsischen Amt Bitterfeld. Der heutige Ortsteil Gollmenz hingegen gehörte zum kursächsischen Amt Delitzsch.
Kurz vor der Völkerschlacht bei Leipzig 1813 hielt sich Napoléon Bonaparte eine Nacht im Pfarrhaus Lindehayn auf. Durch die Beschlüsse des Wiener Kongresses kamen Lindenhayn und Gollmenz zu Preußen und wurden 1816 dem Kreis Delitzsch im Regierungsbezirk Merseburg der Provinz Sachsen zugeteilt.
Am 20. Juli 1950 wurde der Ort Gollmenz nach Lindenhayn eingemeindet. 1952 wurde Lindenhayn dem Kreis Delitzsch im Bezirk Leipzig zugeordnet. Seit 1990 gehörte der Ort zum sächsischen Landkreis Delitzsch. Am 1. Januar 1995 schloss sich Lindenhayn mit vier weiteren Gemeinden zur Gemeinde Schönwölkau zusammen.

### Einwohnerentwicklung
| Jahr | Einwohner |
| ---- | --------- |
| 1818 | 233       |
| 1895 | 324       |
| 1925 | 329       |
| 1939 | 262       |
| 1946 | 460       |

| Jahr | Einwohner |
| ---- | --------- |
| 1950 | 551       |
| 1964 | 484       |
| 1990 | 333       |
| 2004 | 294       |
| 2017 | 267       |

Die Einwohnerzahl Lindenhayns lag 1818 bei 233. Bis zum Ausbruch des Zweiten Weltkrieges stieg die Einwohnerzahl mit Schwankungen auf knapp über 260. Nach Ende des Krieges verdoppelte sich die Einwohnerzahl beinahe. 1950 wurde mit 551 der historische Höchststand der Einwohnerzahl gezählt. Zur Zeit der DDR nahm die Einwohnerzahl wieder ab. 1990 lebten genau 333 Menschen in Lindenhayn, 2017 ist die Einwohnerzahl auf 267 gesunken.

## Sehenswürdigkeiten

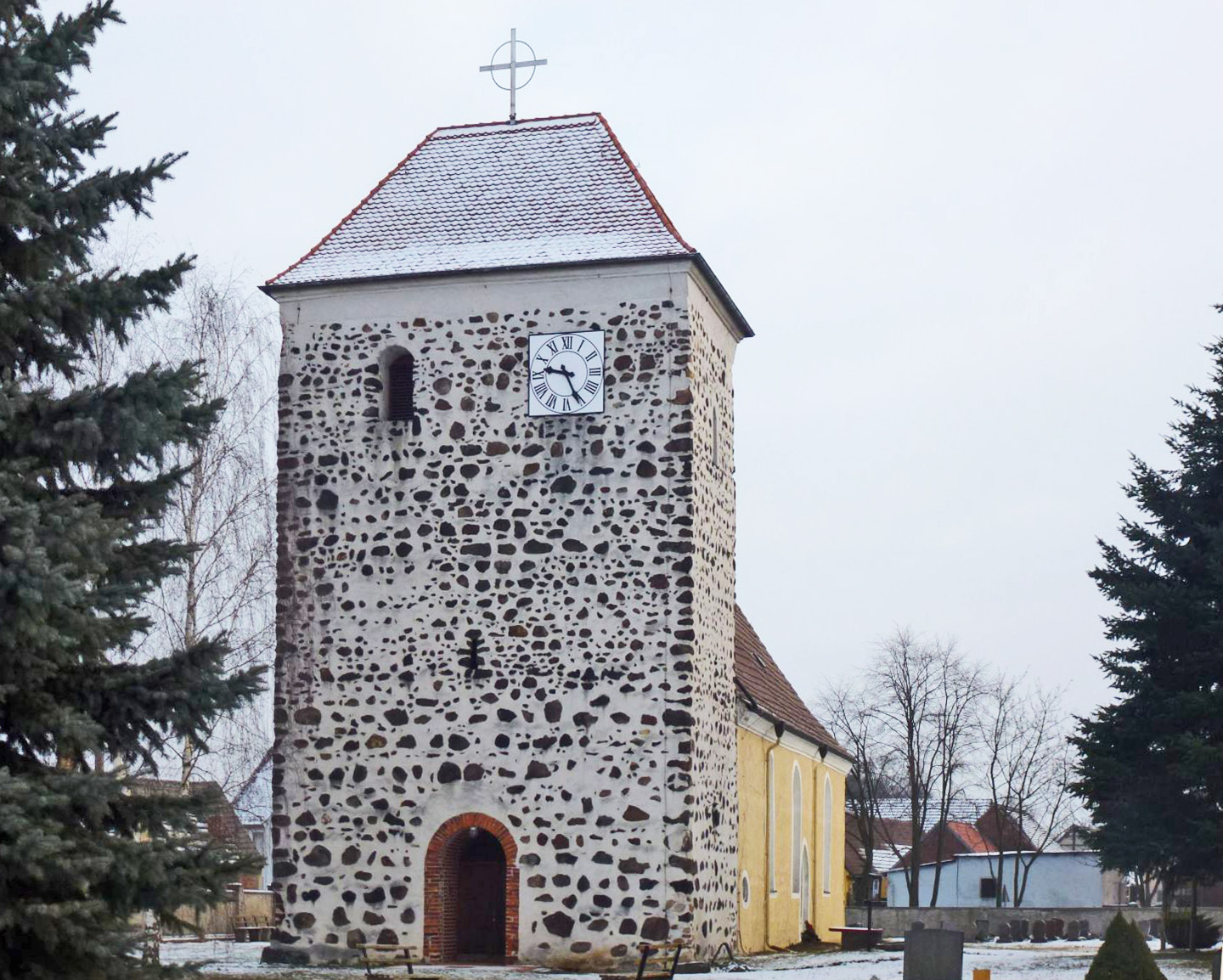
Kirche aus dem 12. Jahrhundert

Die Kirche St. Mauritius in Lindenhayn stammt aus dem 12. Jahrhundert. Die Kirche besteht aus dem Schiff und einem Feldsteinturm; Der spätgotische Flügelaltar stammt ursprünglich aus der Dorfkirche in Kreuma, wurde später von der Nikolaikirchgemeinde Eilenburg gekauft und nach einer Restaurierung von der Lindenhayner Kirchengemeinde erworben. Die Glocke der Kirche stammt aus dem Jahr 1389 oder 1489. 1992 erfolgte eine umfassende Sanierung.